# وينسيسلس كوبيرخر
وينسيسلس كوبيرخر (بالهولندية: Wenceslas Cobergher، ولد عام 1560- توفي 23 نوفمبر عام 1634) ويُدعى أحيانًا فينزل كوبيرخر، هو معماري فلمنكي من عصر النهضة ومهندس ورسام ومتخصص بالأثريات وخبير في المسكوكات واقتصادي، ثم تلاشى نوعًا ما في الخلفية كرسام. يُذكر بشكل رئيسي في يومنا هذا بوصفه الرجل المسؤول عن نظام تصريف مدينة موريس الواقعة على الحدود الفرنسية البلجيكية. وهو أيضًا أحد آباء نمط الباروكية الفلمنكي للعمارة في الأراضي المنخفضة الجنوبية.

## حياته
وُلد في أنتويرب، على الأرجح في عام 1560 (1557، وفقًا لبعض المصادر)، وهو الابن غير الشرعي لوينسيسلس كوبيرخر وكاثرينا رايمز، وأُثبت بالوثائق في مايو 1579. يُكتب اسمه أيضًا وينسيسلاوس وفينسيل أو فينزل، وكنيته هي كوبيرخر.

## رسام
قبل أن يُعرف كمهندس، بدأ كوبيرخر مسيرته المهنية كرسام ومهندس معماري. في عام 1573، بدأ دراسته في أنتويرب كتلميذ لدى الرسام مارتن دي فوس. واحتذاءً بسيده، غادر كوبيرخر إلى إيطاليا في عام 1579، في محاولة تحقيق حلم كل فنان بدراسة الفن والثقافة الإيطالية. في طريقه إلى هناك، درس لفترة وجيزة في باريس، حيث علم بخصوص ولادته غير الشرعية من رؤية وصية أمه المتوفاة. وعاد فورًا إلى أنتويرب لتسوية بعض المسائل القانونية المتعلقة باكتشافه. لاحقًا في نفس العام، عاد مجددًا إلى إيطاليا. واستقر في نابولي (كما هو موثق في عقد) وبقي هناك حتى عام 1597. 
عمل في نابولي بموجب عقد مقابل ثمانية دوكات إلى جانب رسام فلمنكي وتاجر الفنون كورنيلس دي سميت. عاد لفترة وجيزة إلى أنتويرب في عام 1583، وابتاع البضائع بمال مقترض لرحلته الثانية إلى إيطاليا. وورد ذكره في نابولي مجددًا في عام 1588. في عام 1591، تحالف مع زميل له، الرسام جيكوب فرانكيرت الأكبر (قبل 1551-1601). 
انتقل إلى روما في عام 1597 (كما هو موثق في رسالة إلى بيتر بول روبنس وفقًا لجاكوس كولز). وخلال ذلك الوقت أيضًا كان يحضر كتابًا حول المسكوكات باتباع تقليد هندريك جولتزيوس. وبنى له سمعة كمتذوق للفن، وذلك لأنه طُلب منه في عام 1598 أن يصنع اختراعًا ووضع قيمة للوحات الراحل الكاردينال بونيلي.
بعد وفاة زوجته الأولى ميكايلا كيرف في 7 يوليو 1599، تزوج مجددًا بعد أربعة أشهر وهو بعمر الأربعين، زوجته الثانية هي سوزانا فرانكايرت، وهي ابنة جيكوب فرانكايرت الأصغر ذات الخمسة عشر عامًا، والتي كانت ناشطة في روما أيضًا. حظي بتسعة أطفال من زوجته الثانية، لكنه لم يُنجب أي طفل مع زوجته الأولى.
خلال إقامته في روما، أصبح كوبيرخر مهتمًا أكثر بدراسة الأثريات العائدة لعهد الإمبراطورية الرومانية والعمارة الأثرية والتماثيل. وكان مهتمًا أكثر بالطريقة التي مثل الرومان بها آلهتهم في لوحاتهم وبالتماثيل البرونزية والرخامية والنحت الغائر والقطع النقدية الأثرية. جمع تشكيلة مهمة من القطع النقدية والأوسمة من الإمبراطوريات الرومانية. جُمعت هذه الرسومات والأوصاف في مجموعة من المخطوطات، صمدت منها اثنتان (بروكسل والمكتبة الملكية في بلجيكا). كان يحضر أيضًا أنثولوجيا حول العصور الرومانية القديمة (وفقًا للمفكر الإنساني الفرنسي نيكولا كلود فابري دي بايرسك) والتي لم تُنشر قط. تُنسب «معاهدة اللوحة القديمة» أحيانًا لكوبيرخر، ولكن ذلك كان بناءً على قراءة مغلوطة لدليل للقرن الثامن عشر.
في نفس الوقت، كان شاهدًا على إكمال قبة كاتدرائية القديس بطرس في عام 1590. وتأثر بشكل عميق بالطراز المعماري للعدد من الكنائس الرومانية⸵ وكانت من ضمنها والأكثر تأثيرًا واجهات المباني الباروكية لكنيسة جيسو وكنيسة سانتا ماريا في تراسبونتينا وكنيسة سانتا ماريا في فاليتشيلا. واستخدم تصاميمها في منشآته اللاحقة.
خلال إقامته في إيطاليا، رسم عدد من نقوش مذابح الكنيسة إضافة إلى أعمال أخرى لكنائس مهمة في نابولي وروما تحت اسم «مايسترو فينتشينزو». يوصف نمطه بأنه متفاوت بعض الشيء وذو دمج كلاسيكي وعناصر مانييريزموية. تُعد تركيبته عقلانية وتقديمه لعلم التشريح البشري صحيح. ما زال قليل من نقوش مذابح الكنيسة خاصته صامدًا مثل: البعث (كنيسة سان دومينيكو ماجوري، نابولي)، وميلاد المسيح (سانت سيباستيان)، والروح المقدسة (كنيسة سانتا ماريا، فاليتشيلا وروما). تُعتبر لوحة الاستشهاد للقديس سيباستيان أحد أشهر لوحاته، والتي كانت تقع بالأصل في كاتدرائية السيدة العذراء (أنتويرب)، ولكنها الآن توجد في متحف الفنون الجميلة في مدينة نانسي الفرنسية. كُلّف دي جونجي هاندبوغ بهذه اللوحة (من نقابة رماة السهام) من أنتويرب في عام 1598، بينما كان كوبيرخر في روما. يمكن إيجاد لوحته الملائكة التي تعين الإله الميت التي كانت في كنيسة سانت أنتوني في أنتويرب، حاليًا في متحف الفنون الجميلة في مدينة نانسي، بينما توجد لوحة أنظروا إلى الرجل في متحف تولوز.

## مهندس معماري
بدأ كوبيرخر مسيرته المهنية كمهندس معماري في إيطاليا، وصمم النوافير والقنوات (لم تؤكدها الوثائق الباقية). أُبلغ بأنه شهد على تشييد أماكن وحصون، لكن لا يُعرف بالضبط أيًا منها.
ذاع صيته كمهندس معماري حتى وصل مجلس ألبرت السابع، أرشيدوق النمسا وإيزابيلا كلارا يوجينيا وحُكام الأراضي المنخفضة الجنوبية. في عام 1601، دُعي إلى بروكسل لتقديم نفسه للمجلس، ووصل هناك في سبتمبر من نفس العام. عاد إلى روما لتسوية مسائل عائلية في عام 1603 عندما توفي أهل زوجته. وفي طريق عودته في عام 1604، أحضر معه كتابًا من الكاردينال سيزاري بارونيو من أجل مطبعة كريستوف بلانتين. استقر في أنتويرب حيث عُيّن رئيسًا لنقابة سانت لوك. وفي عام 1605، عُيّن في نقابة الرومانيين.
في 12 نوفمبر 1604، عين الأرشيدوق كوبيرخر في منصب «مهندس معماري ومهندس». انتقل إلى عنوانه الأخير في فايوليتستريت في بروكسل، حيث بقي حتى وفاته. كان من الواضح أن الأرشيدوق قدره أكثر من رسامي المجلس بيتر بول روبنس وجان بروغل الأكبر، بما أن دخله كان يعادل 1500 غيلدرًا (وازداد ليصل 1800 غيلدرًا في عام 1610)، بينما كان دخل روبنس 500 غيلدرًا فقط. اعتبره الأرشيدوق بحق «رجلًا عالميًا» تلقى معرفة واسعة في إيطاليا.
رغم نشاطه بشكل أساسي كمهندس معماري، لم يتخلّ عن الرسم كليًا. في عام 1605، رسم اثنان من نقوش مذابح الكنيسة، الاستجواب (بروكسل، المتاحف الملكية للفنون الجميلة في بلجيكا) والقديسة هيلينا والصليب المقدس (كنيسة سانت جينس، أنتويرب). 
روج كوبيرخر كمهندس معماري للطراز الباروكي في الأراضي المنخفضة الجنوبية. وبدأ عدة تعديلات في قصر الأرشيدوق في بروكسل وقلعته في ترفورين، وعمل على عقاره للصيد في ماريمونت. في عام 1610، صمم بمساعد المهندس الفرنسي سالمون دي كاوس، نوافيرًا قرب برك القصر الأرشيدوقي في بروكسل، باستخدام نمط المعبد الإيطالي. كانت إنشاء كنيسة ودير الكرملين في بروكسل. صُممت واجهة مبنى الكنيسة بناءً على كنيسة سانتا ماريا الرومانية في تراسبونتينا وكنيسة جيسو. لم تصمد أي من الأعمال السابقة. 
في عام 1607، أُمر كوبيرخر بإعادة بناء معقل الإصلاح المضاد الكاثوليكي: أُعيد تصميم جميع مدينة شيربنهوفل في باربانت كتكريم مثالي لوالدة الإله، وارتكز التصميم على نجمة سباعية. يعود تاريخ أول تصاميمه لبازيليكا لعام 1606. وكانت كنيسة الحج إحدى روائعه. بدأ البناء في عام 1609 واستمر حتى نحو عام 1624، وبقي برج الجرس غير مكتملًا. أما المساحة تحت القبة فهي سباعية متساوية. تُعد هذه الكنيسة أول كنيسة مهمة ذات قبة مركزية في الأراضي المنخفضة الجنوبية.
تطورت أعماله اللاحقة إلى نمطه الخاص، وأصبحت أكثر تناغمًا مع النهضة الشمالية التقليدية في الفلاندرز، ولكن مع إضافات من العناصر الباروكية. في عام 1614، صنع تصاميم قاعة البلدية في آث، هينو (1614- 1617) وكنيسة سانت أوغسطين (1615- 1618) في أنتويرب (حاليًا قاعة احتفال). في عام 1617، بنى باستخدام نفس النمط المختلط  كنيسة سانت هوبيرتوس للقصر الأرشيدوقي في تيرفورين. تبنى مهندسون معماريون آخرون واجهة المبنى اللولبية لهذه الكنيسة الصغيرة، كما في كنيسة الكرملين (أنتويرب، 1623⸵ مُدمرة) وكنيسة سانت باربرا ومدينة ديست (1665- 1667) ودير أفيربود (1164- 1672).         